# Distretto di Chupaca
Il distretto di  Chupaca è uno dei nove distretti della provincia di Chupaca, in Perù. Si trova nella regione di Junín e si estende su una superficie di 21,91 chilometri quadrati.